# Boris Bele
Boris Bele, slovenski pevec in kitarist, * 1949, Gračac.
Širši javnosti je znan kot eden od frontmanov skupine Buldožer.

## Kariera
Svojo kariero je začel v skupini Sinovi, nato pa se je preselil v skupino Sedem svetlobnih let. Z njo je nastopil na festivalu Bum leta 1974 v Ljubljani. Po srečanju z Markom Brecljem je ustanovil svojo najbolj znano skupino Buldožer.